# Agulles d'Amitges
Les Agulles d'Amitges són unes agulles al municipi d'Espot, al Pallars Sobirà, dins del Parc Nacional d'Aigüestortes i Estany de Sant Maurici.
Estan situades a la vall de Ratera sobre l'estany Gran d'Amitges a 2.661 m d'altitud.